# Metopilio mexicanus
Metopilio mexicanus is een hooiwagen uit de familie Sclerosomatidae.